# Доу, Чарльз
Чарльз Генри Доу (англ. Charles Henry Dow) (6 ноября 1851 — 4 декабря 1902) — американский журналист, сооснователь Dow Jones & Company с Эдвардом Джонсом и Чарльзом Бергстрессером.

## Биография
Доу основал «The Wall Street Journal», который стал одним из наиболее уважаемых финансовых изданий в мире.
Он также изобрел известный Промышленный индекс Доу Джонса как часть его исследования движения рынка. Он развивал ряд принципов для того, чтобы понять и анализировать поведение рынка, которое позже стало известным как теория Доу, ставшая основой для технического анализа.
Доу родился в Стерлинге (штат Коннектикут), никогда не заканчивал среднюю школу. Он умер в Бруклине (Нью-Йорк).